# Nottingham Forest Football Club 1979-1980
La seguente voce riporta informazioni sulla stagione 1979-1980 del Nottingham Forest F.C.
In quest'annata, la formazione ha partecipato per la seconda volta alla Coppa dei Campioni in quanto detentore del trofeo, avendolo vinto la stagione precedente, per la prima volta. Anche in questa stagione il Forest ha conquistato il trofeo, battendo per 1-0 l'Amburgo. Con questa vittoria, il Forest è diventata la prima squadra ad avere più Champions League che titoli nazionali.
La società ebbe il diritto di partecipare alla Supercoppa UEFA 1979 nel quale incontrò e sconfisse il Barcellona ma decise di non accettare l'invito per la Coppa Intercontinentale che venne disputata dal Malmö FF, finalista perdente della edizione passata della Coppa dei Campioni.
Il campionato si concluse con un deludente 5º posto, la FA Cup con l'eliminazione al quarto turno e la Football League Cup con la terza finale consecutiva, dalla quale la squadra uscì però perdente dopo le due vittorie nelle precedenti edizioni.

## Rosa
| N. |                        | Ruolo | Calciatore       |
| -- | ---------------------- | ----- | ---------------- |
|    | Inghilterra (bandiera) | P     | Peter Shilton    |
|    | Inghilterra (bandiera) | P     | Jimmy Montgomery |
|    | Inghilterra (bandiera) | D     | Viv Anderson     |
|    | Inghilterra (bandiera) | D     | Colin Barrett    |
|    | Scozia (bandiera)      | D     | Kenny Burns      |
|    | Inghilterra (bandiera) | D     | Bryn Gunn        |
|    | Inghilterra (bandiera) | D     | Larry Lloyd      |
|    | Inghilterra (bandiera) | C     | Stan Bowles      |
|    | Inghilterra (bandiera) | C     | Ian Bowyer       |
|    | Inghilterra (bandiera) | C     | Asa Hartford     |
|    | Scozia (bandiera)      | C     | John McGovern    |

| N. |                             | Ruolo | Calciatore               |
| -- | --------------------------- | ----- | ------------------------ |
|    | Inghilterra (bandiera)      | C     | Gary Mills               |
|    | Inghilterra (bandiera)      | C     | David Needham            |
|    | Scozia (bandiera)           | C     | John O'Hare              |
|    | Irlanda del Nord (bandiera) | C     | Martin O'Neill           |
|    | Scozia (bandiera)           | C     | John Robertson           |
|    | Inghilterra (bandiera)      | A     | Garry Birtles            |
|    | Inghilterra (bandiera)      | A     | Charlie George           |
|    | Scozia (bandiera)           | A     | Frank Gray               |
|    | Inghilterra (bandiera)      | A     | Trevor Francis           |
|    | Inghilterra (bandiera)      | A     | Anthony Stewart Woodcock |

## Maglie e sponsor
Sponsor tecnico della società per la stagione era il marchio tedesco Adidas.
| Casa | Trasferta |

## Trasferimenti
| Partenze | Partenze       | Partenze        | Partenze                       |
| R.       | Nome           | a               | Modalità                       |
| -------- | -------------- | --------------- | ------------------------------ |
| P        | Chris Woods    | QPR             | -                              |
| D        | Archie Gemmill | Birmingham City | -                              |
| D        | Frank Clark    | fine carriera   | -                              |
| C        | Steve Burke    | QPR             | -                              |
| C        | Asa Hartford   | Everton         | definitivo, sessione invernale |
| A        | Steve Elliott  | Preston N.E.    | -                              |

| Arrivi | Arrivi           | Arrivi          | Arrivi     |
| R.     | Nome             | a               | Modalità   |
| ------ | ---------------- | --------------- | ---------- |
| P      | Jimmy Montgomery | Birmingham City | definitivo |
| C      | Stan Bowles      | QPR             | definitivo |
| C      | Asa Hartford     | Manchester City | definitivo |
| A      | Charlie George   | Southampton     | prestito   |
| A      | Frank Gray       | Leeds Utd       | definitivo |

## Risultati

### Supercoppa UEFA
| Arbitro: | Adolf Prokop |

|           |           |  |
| George 9’ | Marcatori |  |

| Arbitro: | Walter Eschweiler |

|                             |           |           |
| Roberto Dinamite 25’ (rig.) | Marcatori | 42’ Burns |

### Coppa dei Campioni
| Nottingham | Nottingham Forest | 2 – 0 | Öster |  |

| Växjö | Öster | 1 – 1 | Nottingham Forest |  |

| Nottingham | Nottingham Forest | 2 – 0 | Arges Pitești |  |

| Pitești | Arges Pitești | 1 – 2 | Nottingham Forest |  |

| Nottingham | Nottingham Forest | 0 – 1 | Dinamo Berlino |  |

| Berlino Est | Dinamo Berlino | 1 – 3 | Nottingham Forest |  |

| Nottingham | Nottingham Forest | 2 – 0 | Ajax |  |

| Amsterdam | Ajax | 1 – 0 | Nottingham Forest |  |

---
| Arbitro: | Garrido da Silva |

|               |           |  |
| Robertson 21’ | Marcatori |  |

## Fonti
bridportred.com Statistiche sulla stagione 1979-80 del Nottingham Forest